# Laßt mich leben
Laßt mich leben (Originaltitel: I Want to Live!) ist ein US-amerikanischer Film noir aus dem Jahre 1958. Der Film beruht auf der wahren Geschichte der Barbara Graham, die 1955 nach einem Todesurteil in der Gaskammer hingerichtet wurde.

## Handlung
Barbara Graham wird des Mordes an einer reichen Witwe bezichtigt, und vor Gericht hat sie nicht besonders gute Karten. Sie ist bereits vorbestraft wegen Meineids und ihr Ehemann ist ein Ganove mit einer langen kriminellen Karriere. Ausgerechnet ihr drogenabhängiger Ehemann ist ihr Alibi. Sie hat die Tatzeit mit ihm verbracht, doch der Ehemann befand sich im Delirium und kann sich an nichts erinnern. Ein Ermittler ist sich der aussichtslosen Lage der Frau bewusst und macht ihr das Angebot, ihr für Geld ein vernünftiges Alibi zu verschaffen. Dabei zeichnet er jedoch ein falsches Geständnis der Frau auf, das bei Gericht gegen sie verwendet wird. Der Gerichtsreporter Ed Montgomery hat währenddessen die Öffentlichkeit auf die Verhandlung eingestimmt, so dass Barbara Graham auf voreingenommene Geschworene trifft. Lediglich der Gerichtspsychologe Carl Palmberg glaubt an ihre Unschuld. Doch allein kann er nichts gegen die Übermacht der Medien und die Vorverurteilung ausrichten. Barbara Graham wird zum Tode verurteilt. Erst nach dem Urteilsspruch kann er Ed Montgomery von der Unschuld Barbara Grahams überzeugen. Montgomery  versucht noch die Öffentlichkeit umzustimmen und reicht beim Gouverneur ein Gnadengesuch ein, welches dieser jedoch ablehnt. Das Urteil gegen Barbara Graham wird vollstreckt.

## Kritiken
„Der gegen die Todesstrafe zielende, nuanciert inszenierte Film – mit provozierender Sachlichkeit zeigt er selbst die Hinrichtung in der Gaskammer – enthält sich jeden Kommentars. Susan Haywards hervorragende Gestaltung der tragenden Rolle verstärkt die ohnehin eindringliche Wirkung des Dramas.“

„Die bis in Einzelheiten vorgeführte Hinrichtung überschreitet die zulässige Grenze. Unter diesem Vorbehalt ein aktueller Diskussionsstoff, dem sich reife Erwachsene ab 18 nicht entziehen sollten.“

## Auszeichnungen
Der Film wurde für sechs Oscars nominiert, letztlich ausgezeichnet wurde bei der Oscarverleihung 1959 lediglich Susan Hayward in der Kategorie Beste Hauptdarstellerin, die für ihre Darstellung bereits einen Golden Globe Award in der entsprechenden Kategorie erhalten hatte. Im Mai 1959 Film des Monats der Evangelischen Filmgilde.